# 亚洲格蛛
亚洲格蛛（学名：Coscinida asiatica）为球蛛科格蛛属的动物。在中国大陆，分布于广西等地，主要栖息于果园杂草及稻田中。该物种的模式产地在广西。